# Jozef van Aken

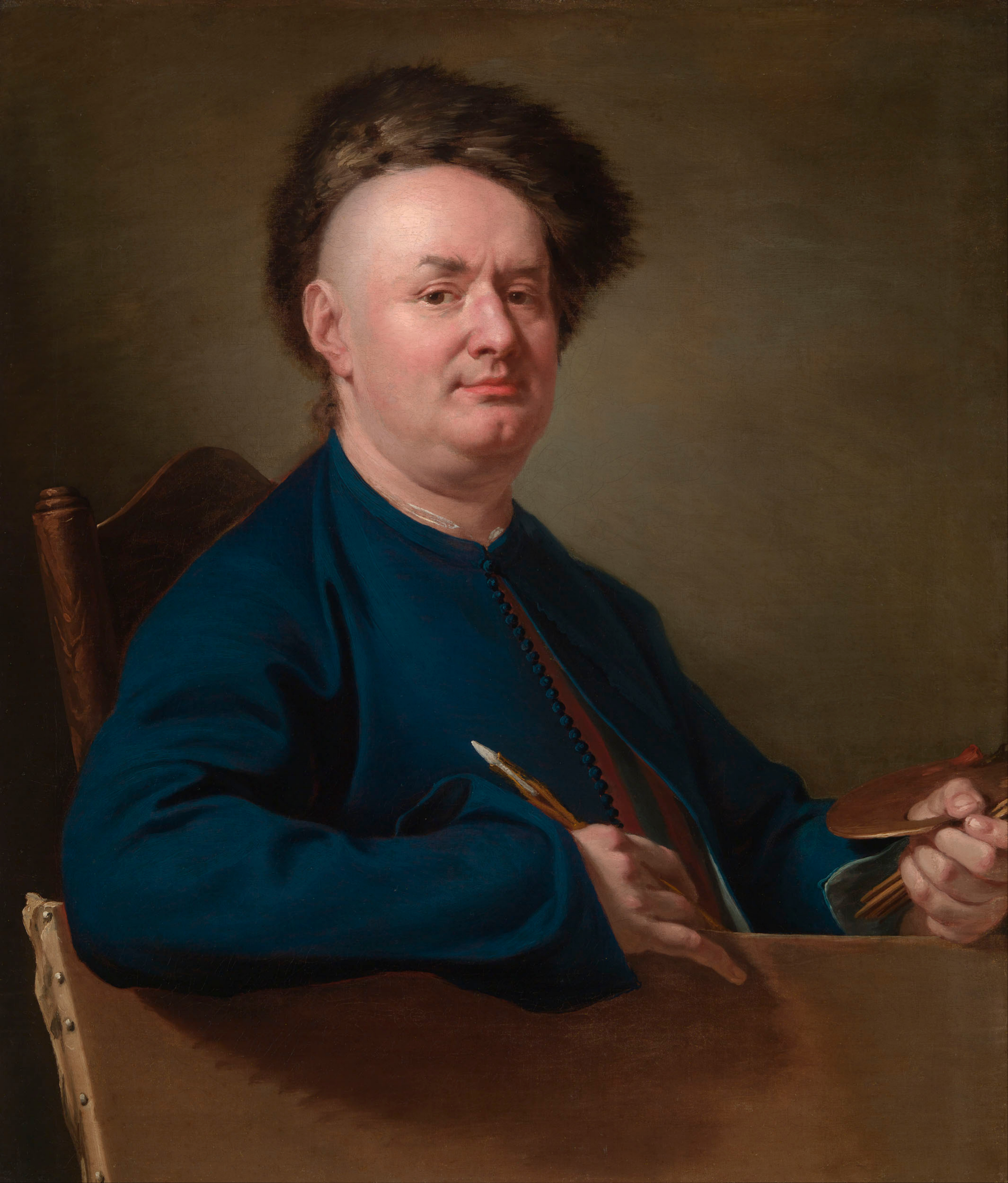
Jozef van Aken door Thomas Hudson.

Jozef van Aken, ook wel Vanhaeken (Antwerpen, circa 1699 - Londen, 4 juli, 1749) was een Vlaams kunstschilder die het grootste deel van zijn carrière in Engeland doorbracht. Aanvankelijk had hij in Engeland succes met zijn modieuze conversatiestukken en andere genrescènes, maar gaandeweg specialiseerde hij zich als draperieschilder. Draperieschilders waren gespecialiseerde schilders die de kleding, kostuums en andere accessoires in portretschilderijen schilderden. Zij werkten voor portretschilders met een grote klantenkring. Hij werd erkend als een van de belangrijkste draperieschilders in het Engeland van het midden van de 18e eeuw en werd in die hoedanigheid ingeschakeld door vele vooraanstaande en minder bekende portretschilders van zijn tijd.

## Leven en werk
Er is weinig bekend over het vroege leven van de kunstenaar.  Hij zou rond 1699 in Antwerpen zijn geboren.  Van zijn opleiding in Antwerpen is niets bekend en hij is nooit ingeschreven als leerling of meester in de Antwerpse Sint Lucasgilde.
Van Aken vertrok rond 1720 met zijn broers Alexander (1701-1759) en Arnold (overleden in 1735), die beiden ook kunstschilder waren, naar Londen. Hij maakte naam als portrettist maar vooral ook als genreschilder, met name van zogenaamde conversatiestukken, met vaak ranke, wat gekunsteld overkomende figuren. Daarmee sloot hij nauw aan bij de traditie in de toenmalige Engelse schilderkunst, zonder zijn Vlaamse opleiding geheel te verloochenen. Niet zelden hebben zijn werken een moralistische inslag, gericht op een zekere deugdzaamheid.
In de jaren 1730 en 1740 maakte Van Aken vooral naam als schilder van figuren met weelderige plooien gewaden en draperieën in werken van anderen, waaronder Allan Ramsay en Thomas Hudson. Hij deed dat zo vaak dat Horace Walpole ooit schreef dat vrijwel elk schilderij uit die tijd figuren van Van Aken bevatte. Van Aken vond zijn inspiratie voor het kostuumschilderen bij Peter Paul Rubens en Antoon van Dyck.
Van Aken overleed in 1749, rond de 50 jaar oud. Zijn werk is onder andere te zien in Tate Britain te Londen, het Ashmolean Museum te Oxford en in het Philadelphia Museum of Art.

## Galerij

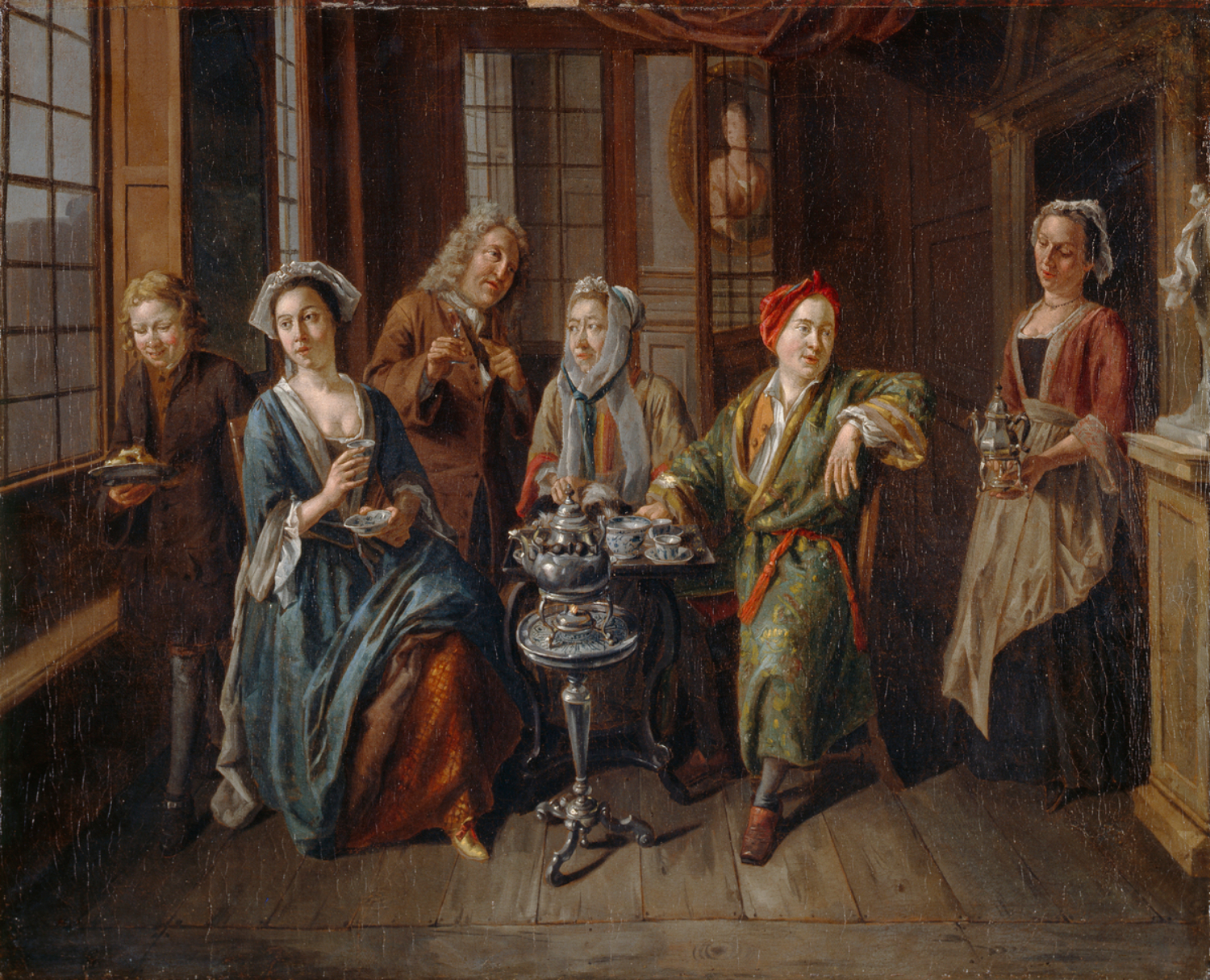
Elegant gezelschap bij de thee
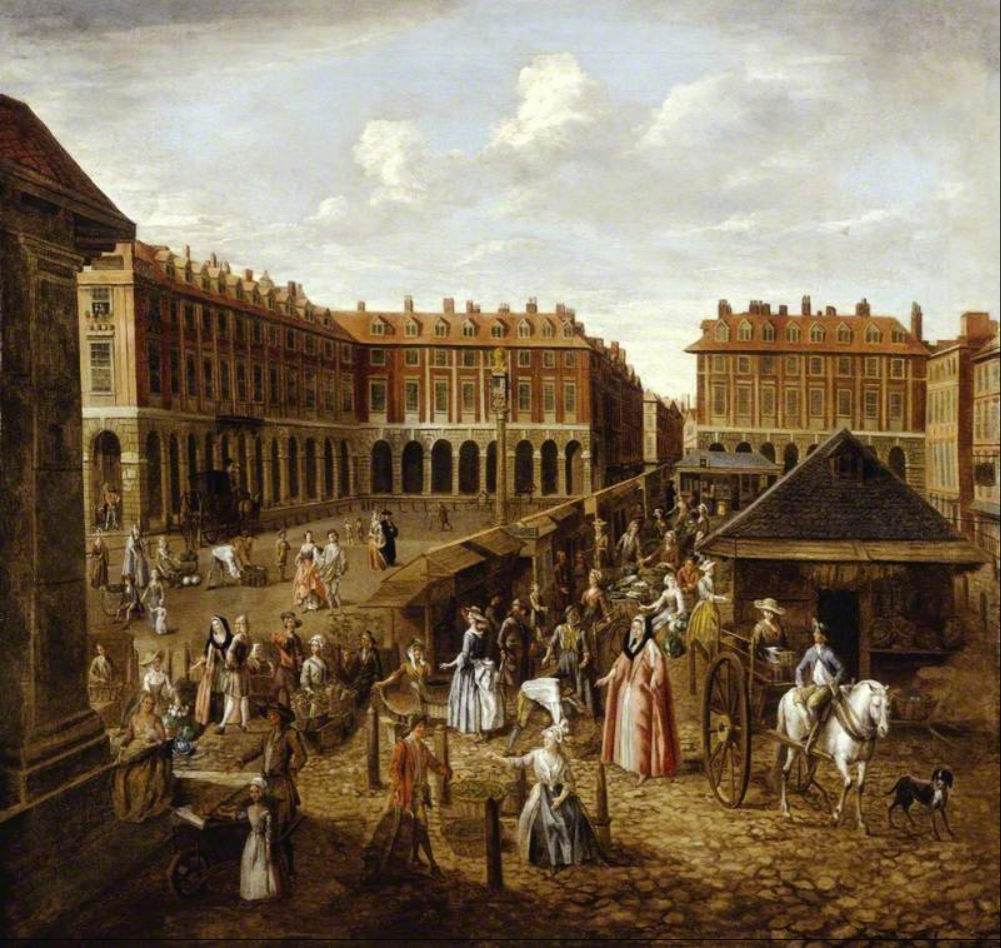
Covent Garden Piazza en Markt, Londen
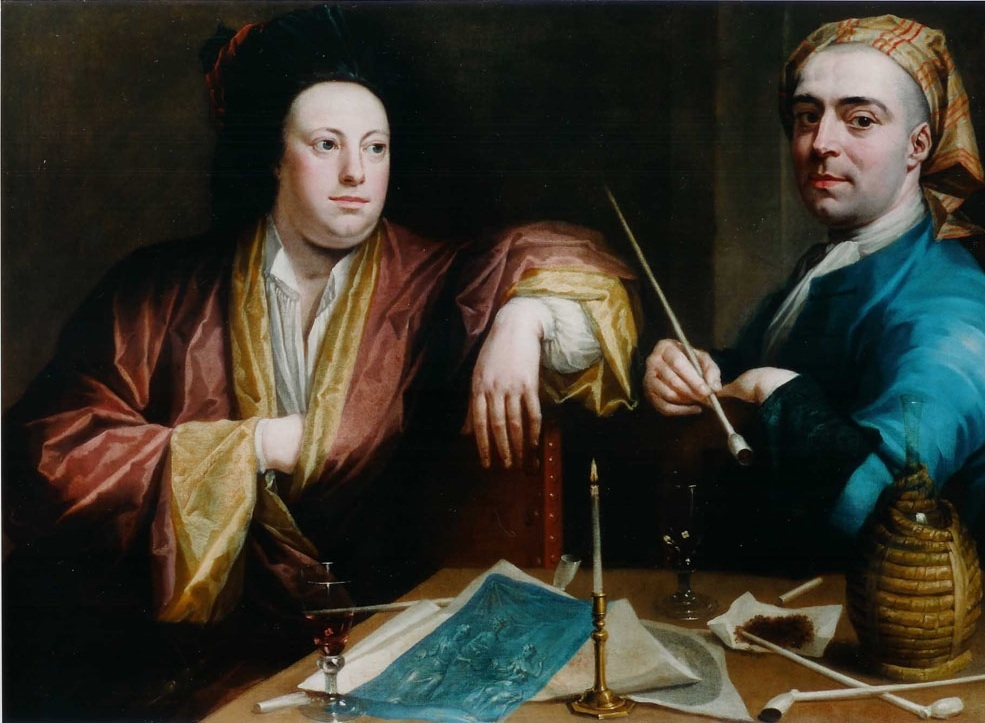
Zelfportret van Jozef van Aken met zijn broer Alexander
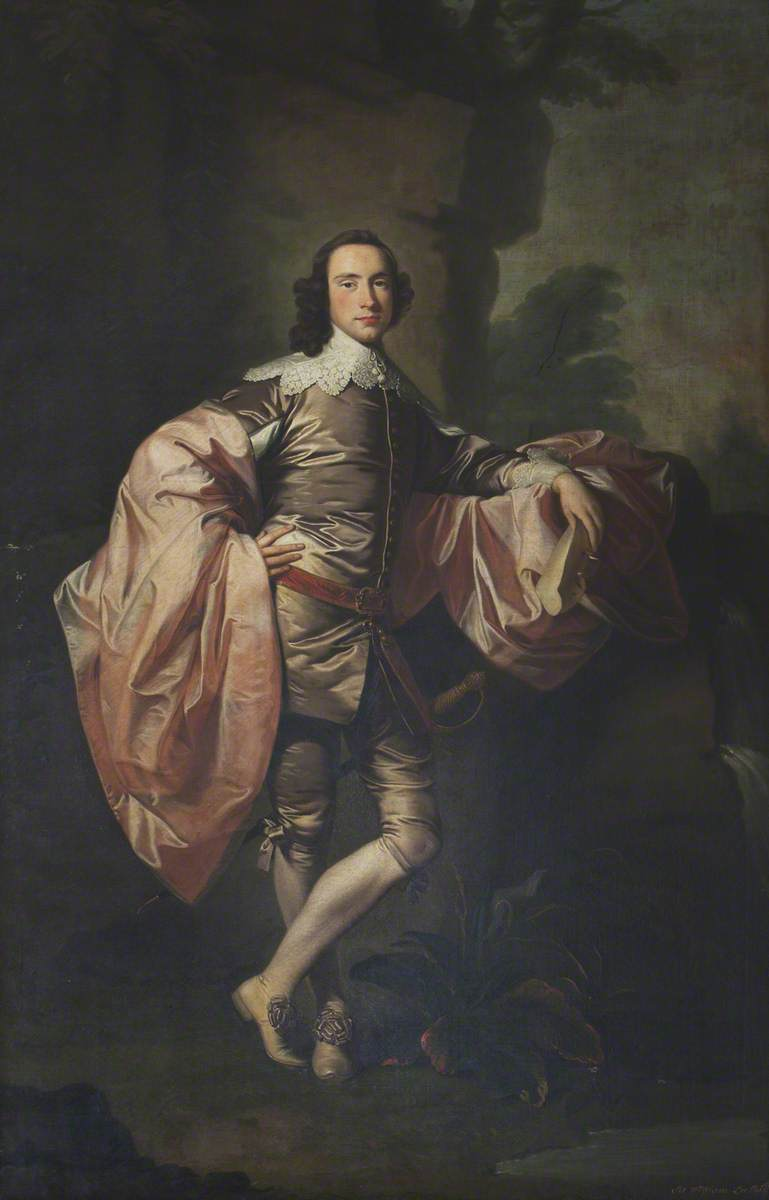
Portret van Sir William Lee door Thomas Hudson en van Aken